# グレン・オット
グレン・デビッド・オット・ジュニア（Glenn David Otto Jr., 1996年3月11日 - ）は、アメリカ合衆国テキサス州ハリス郡スプリング出身のプロ野球選手（投手）。右投右打。MLBのサンディエゴ・パドレス所属。

## 経歴

### プロ入りとヤンキース傘下時代
2017年のMLBドラフト5巡目（全体152位）でニューヨーク・ヤンキースから指名されプロ入り。契約金は32万ドル。傘下のルーキー級ガルフ・コーストリーグ・ヤンキースでプロデビューし、シーズン途中にA級に昇格。2チーム合計で9試合に登板して3勝0敗、防御率1.35、30奪三振の成績を記録した。
2018年はA級チャールストン・リバードッグスで2試合に登板して1勝1敗、防御率3.48、8奪三振の成績を記録した。
2019年はルーキー級ガルフ・コーストリーグで開幕を迎え、シーズン途中にA+級タンパ・ターポンズに昇格。2チーム合計で17試合に登板して3勝3敗、防御率3.23、74奪三振の成績を記録した。
2020年はCOVID-19の影響でマイナーリーグの試合が開催されなかった。
2021年はAA級サマセット・ペイトリオッツで開幕を迎えた。シーズン途中にAAA級スクラントン・ウィルクスバリ・レイルライダースに昇格した。

### レンジャーズ時代
2021年7月29日にジョーイ・ギャロ、ジョエリー・ロドリゲスとのトレードで、エセキエル・デュラン、トレバー・ハウバー、ジョシュ・スミスと共にテキサス・レンジャーズへ移籍した。移籍後は傘下のAAA級ラウンドロック・エクスプレスへ送られた。8月27日にメジャー契約を結んでアクティブロースター入りし、同日のヒューストン・アストロズ戦に先発登板してメジャーデビューを果たした。
2023年9月5日にDFAとなった。

### パドレス時代
2023年9月7日にウェイバーでサンディエゴ・パドレスへ移籍した。
2024年3月20日に右大円筋の怪我で開幕を15日間の故障者リストで迎えることになった。

## 投球スタイル
最速95.7mph（約154km/h）の速球とスライダーが投球の大半を占める。

## 詳細情報

### 年度別投手成績
| 年 度    | 球 団    | 登 板 | 先 発 | 完 投 | 完 封 | 無 四 球 | 勝 利 | 敗 戦 | セ 丨 ブ | ホ 丨 ル ド | 勝 率 | 打 者 | 投 球 回 | 被 安 打 | 被 本 塁 打 | 与 四 球 | 敬 遠 | 与 死 球 | 奪 三 振 | 暴 投 | ボ 丨 ク | 失 点 | 自 責 点 | 防 御 率 | W H I P |
| -------- | -------- | ----- | ----- | ----- | ----- | -------- | ----- | ----- | -------- | ----------- | ----- | ----- | -------- | -------- | ----------- | -------- | ----- | -------- | -------- | ----- | -------- | ----- | -------- | -------- | ------- |
| 2021     | TEX      | 6     | 6     | 0     | 0     | 0        | 0     | 3     | 0        | 0           | .000  | 111   | 23.1     | 32       | 2           | 8        | 0     | 2        | 28       | 1     | 0        | 24    | 24       | 9.26     | 1.71    |
| 2022     | TEX      | 27    | 27    | 0     | 0     | 0        | 7     | 10    | 0        | 0           | .412  | 587   | 135.2    | 119      | 21          | 62       | 0     | 13       | 107      | 5     | 0        | 74    | 70       | 4.64     | 1.33    |
| 2023     | TEX      | 6     | 0     | 0     | 0     | 0        | 0     | 0     | 0        | 1           | ----  | 51    | 10.2     | 14       | 6           | 6        | 0     | 0        | 11       | 0     | 0        | 12    | 12       | 10.13    | 1.88    |
| MLB：3年 | MLB：3年 | 39    | 33    | 0     | 0     | 0        | 7     | 13    | 0        | 1           | .350  | 749   | 169.2    | 165      | 29          | 76       | 0     | 15       | 146      | 6     | 0        | 110   | 106      | 5.62     | 1.42    |

- 2023年度シーズン終了時

### 年度別守備成績
| 年 度 | 球 団 | 投手（P） | 投手（P） | 投手（P） | 投手（P） | 投手（P） | 投手（P） |
| 年 度 | 球 団 | 試 合     | 刺 殺     | 補 殺     | 失 策     | 併 殺     | 守 備 率  |
| ----- | ----- | --------- | --------- | --------- | --------- | --------- | --------- |
| 2021  | TEX   | 6         | 0         | 3         | 0         | 0         | 1.000     |
| 2022  | TEX   | 27        | 10        | 7         | 2         | 0         | .895      |
| 2023  | TEX   | 6         | 0         | 2         | 0         | 0         | 1.000     |
| MLB   | MLB   | 39        | 10        | 12        | 2         | 0         | 1.000     |

- 2023年度シーズン終了時

### 背番号
- 49（2021年 - ）